# Зеленец (Ульяновская область)
Зеленец — село в Тереньгульском районе Ульяновской области в составе Красноборского сельского поселения.

## География
Находится на правобережье реки Свияга на расстоянии примерно 24 километра по прямой на северо-запад от районного центра поселка Тереньга.

## История
Основано село предположительно в XVII веке.  
В 1780 году село Зеленец, при речке Зеленце, помещиковых крестьян, — в Сенгилеевском уезде Симбирского наместничества.  
Храмов два. Главный храм деревянный, построен прихожанами в 1784 г. и возобновлён ими же в 1868 г., – обнесён каменной оградой; престолов в нем три: главный — во имя Архистратига Божия Михаила, в правом приделе — в память Усекновения главы св. прор. Предтечи и Крестителя Господня Иоанна и в левом — во имя св. Апостола и Евангелиста Иоанна Богослова. Второй храм каменный, построен г.г. Дубровиными в 1844 г.; престол в нём в честь Тихвинской иконы Божией Матери. в 3 вер. от села на ключе есть часовня. В Архангело-Михайловской церкви служил священник Павел Васильев — дед Цветкова Ивана Евменьевича.  
В конце XVIII века — начале XIX века существовал крепостной театр.  
В 1859 году село Зеленец (Архангельское), на коммерческом тракте из г. Симбирска в г. Сызрань, входило в состав 2-го стана Сенгилеевского уезда Симбирской губернии.  
На 1897 год в селе было две церкви и одна школа. В 268 дворах жило: 762 муж. 779 жен.
В 1913 году в селе было 260 дворов, 1316 жителей. Существовали две церкви.  
На 1930 год село входило в Кузоватовский район и было административным центром Зеленецкого с/с, куда входили: Ел. Родник, Зеленец, п. Зеленец 2, Зеленецкий Дол, Винзавод № 5, Прогресс, Ракитин Куст, Сосновый Куст, "Пахарь" совхоз, Ясная Поляна, в которых в 301 дворе жило 1421 человек.  
В поздний советский период работал совхоз «Зеленецкий». 

## Население
Население составляло 773 человека (русские 82%) в 2002 году, 712 по переписи 2010 года.

## Достопримечательности
Усадьба дворян Дубровиных с каменным господским домом и парком.